# Aéroport de Stepanakert
L'Aéroport de Stepanakert (en arménien Ստեփանակերտի օդանավակայան) est l'aéroport de Stepanakert, la capitale du Haut-Karabagh. Il est situé à 8 km à l'est de celle-ci, près de la localité d'Ivanian.

## Piste
Situé à une altitude de 610 m, l'aéroport dispose d'une piste en asphalte de 2 178 sur 37 m.

## Histoire
L'aéroport est créé en 1974 ; avant la guerre du Haut-Karabagh, il assurait les vols entre Stepanakert et Erevan, la capitale arménienne, et entre Stepanakert et Bakou, la capitale azerbaïdjanaise. Il est néanmoins fermé par l'Azerbaïdjan en 1991. Il est ensuite repris par les Forces armées du Haut-Karabagh le 26 février 1992, en même temps qu'Ivanian (alors Khodjaly).
Sérieusement endommagé pendant la guerre, sa rénovation par le gouvernement karabaghtsi est décidée en 2009 : la piste est réparée, et un nouveau terminal est construit. L'annonce de sa réouverture pour mai 2011 suscite un avertissement des autorités aériennes azerbaïdjanaises selon lequel tout avion désirant atterrir sur cet aéroport pourrait être détruit. La réouverture est ensuite reportée pour des raisons techniques et est régulièrement annoncée. La certification de l'aéroport est annoncée le 1er octobre 2012.

## Au cinéma
Le film Si le vent tombe de Nora Martirosyan, sorti en 2020, raconte la réalisation de l'audit par un expert français devant permettre au gouvernement de statuer sur la réouverture de l'aéroport.